# Марьевка (Пестравский район)
Ма́рьевка — село в Пестравском районе Самарской области. Административный центр сельского поселения Марьевка.

## География
Расположено на реке Чёрненькая в 39 км к северо-западу от Пестравки, в 48 км к юго-западу от Чапаевска, в 81 км к северу востока от ближайшего города соседней области ( Саратовская область) города Пугачёв  и в 85 км от Самары.
Через село проходит автодорога Самара — Энгельс — Волгоград, в селе от неё отходят дороги к Большой Глушице (через Пестравку) и к посёлку Приволжье.
Ближайшая ж.-д. станция (на линии Самара — Пугачёв) расположена в 14 км к северо-западу в посёлке Чагра.

## Происхождение названия
Название села произошло от мужского имени Марьян, в архивных документах есть сведения о человеке с таким именем среди основателей села

## Население
| 2010 |
| ---- |
| 1826 |